# Bostads AB Nutiden

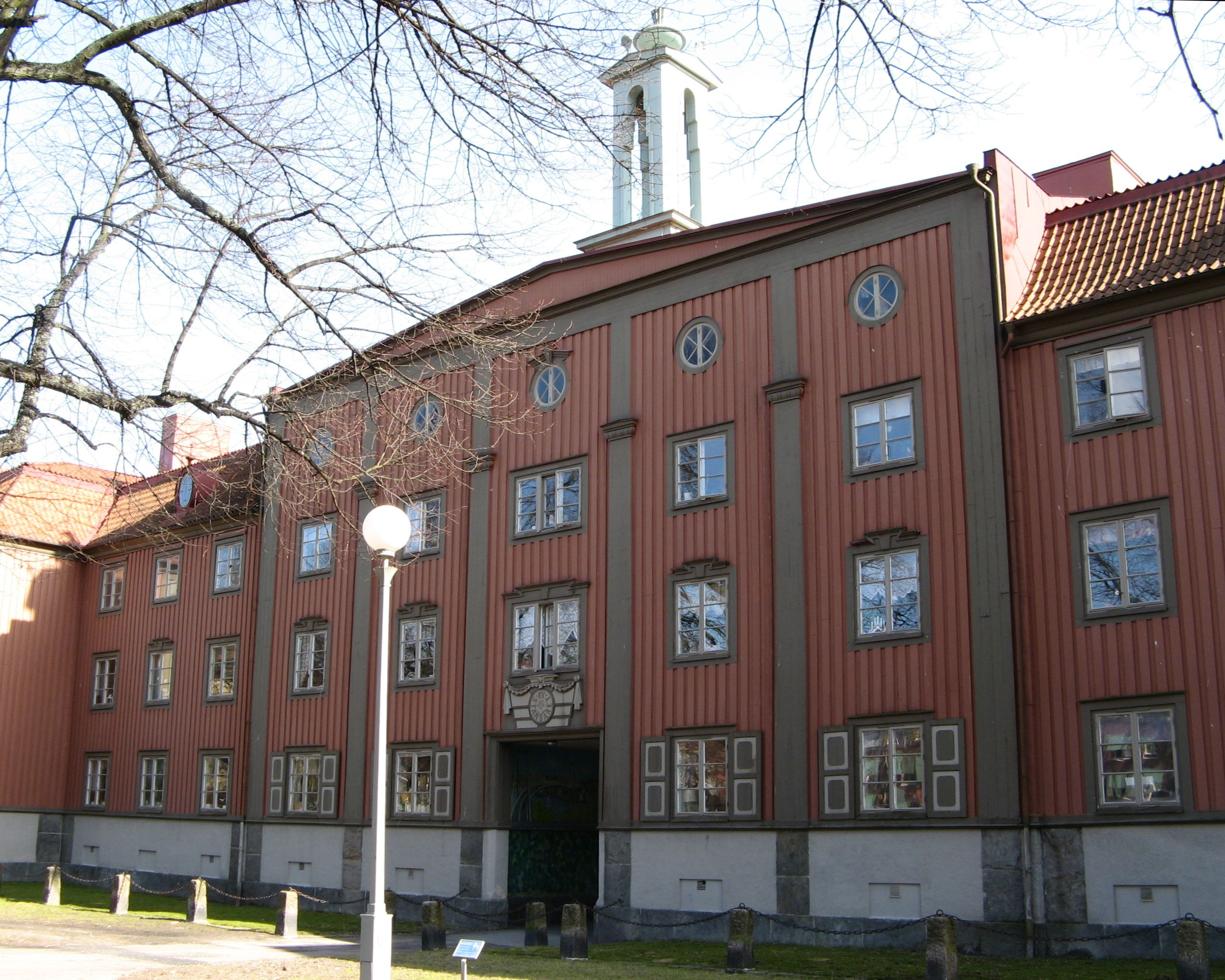
Standaret i Majorna uppfördes av Nutiden efter ritningar av Arvid Fuhre.

Bostads AB Nutiden var ett fastighetsbolag som bildades 1917 för att köpa och hyra ut fastigheter i Göteborg. Initiativet kom från Göteborgs Stads Drätselkammares andra avdelning och dess ordförande Knut J:son Mark. Bolaget bildades för att lösa bostadsbristen som rådde i Göteborg och var tillsammans med Framtiden det första bostadsbolaget med kommunalt ägarskap.
Bolaget uppförde landshövdingehus i Majorna och Olskroken. Bostads AB Nutiden uppförde ett stort landshövdingehus i kvarteret Standaret i Majorna 1922–1923 efter ritningar av Arvid Fuhre. Kvarteret Kabyssen i Majorna uppfördes av Nutiden 1917–1925.
Bolaget gick upp i Fastighets AB Göta Lejon 1968. 1986 ombildades det då vilande bolaget till Nord Event AB, ett bolag som skulle syssla med föreningsverksamhet. 1999 ombildades det ånyo till det nuvarande Got Event AB.